# Barrera de la Grua
La Barrera de la Grua és una superestructura de galàxies ("paret de galàxies"), que és perpendicular a la barrera del Forn i a la de l'Escultor.